# Naldi (famiglia)
Naldi fu una nobile famiglia di Faenza.
Originaria dell'Ungheria, ove portava il nome di Balassi, si stabilì nella Romagna. Le prime notizie documentate della casata risalgono a 996, quando Ottone III, imperatore del Sacro Romano Impero, investì un certo Babone col nipote Chino del castello fortificato di Vecciano in Valle del Senio, a riconoscimento della fedeltà in valorose imprese guerresche. Nel 1180, dopo la distruzione del castello, i Balassi si trasferirono a Brisighella.
Molti membri della famiglia si distinsero per essere stati famosi condottieri e capitani di ventura al servizio della Repubblica di Venezia. Alcuni componenti della famiglia fondarono la famosa compagnia di ventura, i "Brisighelli" (dal luogo di origine, Brisighella), noti per la loro crudeltà.

Faenza, Palazzo Zauli-Naldi

La famiglia si estinse con la contessa Maria Naldi di Dionisio, morta nel 1776, moglie del conte Francesco Antonio Zauli, che aggiunse il cognome Naldi al proprio.

## Esponenti illustri
- Naldo di Tasuccio (XIII secolo)[2]
- Tasuccio di Babone (XV secolo), generale al servizio di Carlo VIII di Francia, [2] diede origine al ramo dei Babou de la Bourdaisière, estinto nel XVI secolo
- Dionigi Naldi (1465-1510), condottiero al servizio di Venezia[2]
- Vincenzo Naldi (1466-1525), condottiero
- Perone Naldi (?-1510), cognato di Dionigi, condottiero al servizio di Venezia
- Carlino Naldi (?-1515), condottiero al servizio di Venezia
- Rosso Naldi (?-1515), giglio di Carlino, condottiero al servizio di Venezia
- Babino Naldi (?-1520), cugino di Geremia, condottiero al servizio di Venezia
- Giovanni Naldi (?-1528), condottiero al servizio di Venezia
- Ottaviano Naldi (?-1530), condottiero al servizio di Venezia
- Guido Naldi (?-1535), condottiero al servizio di Venezia
- Balasso Naldi (?-1535), condottiero al servizio di Venezia
- Babone Naldi (1474-1544), condottiero al servizio di Venezia
- Filiberto Naldi (1513-1570), cardinale[2]
- Geremia Naldi (?-1578), nipote di Guido, condottiero al servizio di Venezia
- Orazio Naldi, insignito nel 1580 del titolo di Gran Maestro dell'Ordine dei Santi Maurizio e Lazzaro
- Giulio Cesare Naldi (?-1645), religioso
- Maria Naldi di Dionisio (?-1776).